# Billdals gård
Billdals gård ligger i naturområdet Billdals park i stadsdelen Askim och i Billdals primärområde i södra Göteborg.

## Historia
Egendomens första kända ägare var familjen Prytz 1663. År 1862 köptes egendomen av den kände grosshandlaren och träpatronen James Robertson Dickson som lade ut hundratusentals kronor på dess förskönande. Bland annat lät han riva det gamla huset, uppföra den stora villan och utvidga trädgården samt anlägga en park i engelsk stil. Herrgården användes av Dickson som sommarbostad. Arkitekt var Johan August Westerberg.
Då Dickson avlidit 1873 övertogs egendomen av arkitekten och byggmästaren August Krüger. Därefter köptes den 1890 av grosshandlaren Charles Felix Lindberg och efter tjugo år överläts herrgården till grosshandlaren Gustaf Werner som innehade den till sin död 1948. Även han utvidgade anläggningen genom att låta bygga ett stort växthus och arbetarbostäder samt byggnad om av stall och ladugård.
Fastigheten exproprierades av Göteborgs stad 1963 och den har därefter, enligt Svenska byggnadsvårdsföreningen, inte underhållits på ett adekvat sätt och den finns upptagen på föreningens "gula lista" över hotade miljöer. Efter en fastighetsombildning har ägaren, stadens fastighetsbolag Higab, emellertid startat ett visionsarbete och renoveringar ska inledas 2015.

## Billdals park
Parken är numer friluftsområde och i anslutning till parken finns bland annat Billdals ridhus. Parken har lövträd och Krogabäcken slingrar genom området. Själva parken omges av berg och skog.

### Webbkällor
- Göteborgs stad: Park och natur: Naturen i Göteborg. Billdals park.